# 倉林啓士郎
倉林 啓士郎（くらばやし けいしろう、1981年6月 - ）は、日本の実業家。株式会社イミオ代表取締役社長。琉球フットボールクラブ株式会社代表取締役会長。

## 来歴[1]
東京都出身。4歳からサッカーを始め、小学校から高校までは所属するチームでキャプテンとしてプレー。その後進学した東京大学では、競技レベルとしてのサッカーを退いた。
東京大学在学時に、株式会社DeNAにて現代表取締役社長兼CEOの守安功や、現取締役兼CTOの川崎修平と共にインターンシップとしてモバイル新規事業を担当。ここで事業立ち上げのやりがいを知り、付加価値のある「ものづくり」をしたいと決意し、大学4年時に有限会社グローバルトレーディングを設立。パキスタンからサッカーボールを輸入するフェアトレードビジネスを開始し、2006年4月に株式会社イミオへ商号変更した。2016年12月、Jリーグ・FC琉球の運営会社である琉球フットボールクラブ株式会社代表取締役社長に就任。2020年4月より同社代表取締役会長。

## 略歴
出典：
- 2000年
  - 3月 筑波大学附属駒場高等学校卒業
  - 4月 東京大学文科二類入学
- 2003年10月 株式会社DeNAにてモバイル新規事業を担当
- 2004年7月 有限会社グローバルトレーディング設立
- 2005年
  - 3月 東京大学経済学部卒業
  - 12月、パキスタンからサッカーボール輸入開始
- 2006年4月 株式会社イミオ設立
- 2016年
  - 11月 FCRマーケティング株式会社設立
  - 12月 琉球フットボールクラブ株式会社代表取締役社長[3][4]
- 2019年6月 琉球フットボールクラブ株式会社取締役会長（代表取締役社長には三上昴が就任[5]）
- 2020年4月 琉球フットボールクラブ株式会社代表取締役会長（小川淳史が取締役社長に新任される[6]）

## テレビ番組
- 日経スペシャル ガイアの夜明け 若者よ！会社を創れ ～第2の堀江、三木谷は誕生するか？～（2005年11月29日、テレビ東京）[7]。- かばん持ちプロジェクト経験者を取材。